# لئو فلتون

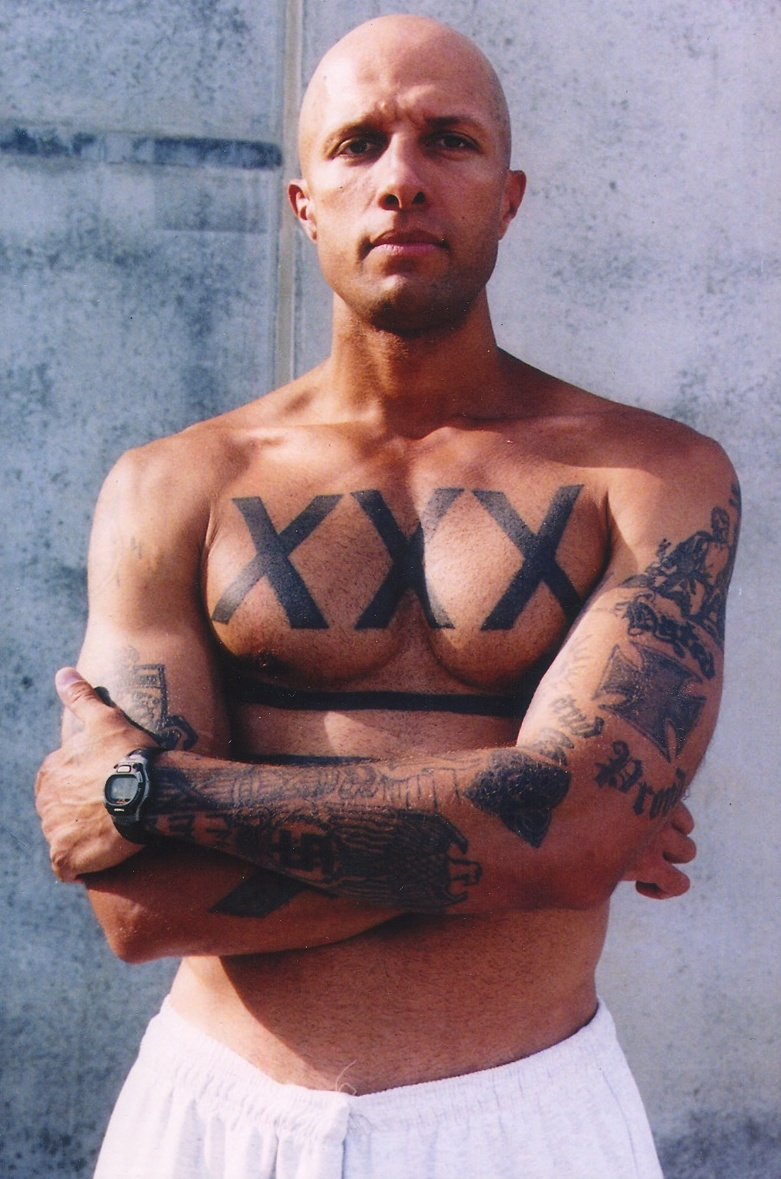

لئو وینسلت فلتون (متولد ۱۹۷۰، سیلور اسپرینگ، مریلند) یک آمریکایی نژادپرست است که به اتهام سرقت از بانک و توطئه برای ساخت یک بمب در بوستون در زندان است.

## اوایل زندگی
پدر لئو فلتون، کالوین فلتون (زاده ۱۹۳۰)، یک معمار سیاه‌پوست بود، در حالی که مادرش، کورین وینسلت (زاده ۱۹ ۱۹۳۱)، خواننده و پروفسور سفیدپوست بود که در جنبش حقوق مدنی درگیر شد. والدینش وقتی دو ساله بودند طلاق گرفتند و او در گیتسبورگ، مریلند یزرگ شد

## فعالیت‌های جنایی
فلتون ۱۱ سال (۲۰۰۱–۲۰۰۱) را در زندان به دلیل یک حمله به راننده تاکسی در حین یک حادثه خشم جاده ای گذراند. وی ادعا می‌کند که افراد سفیدپوست در زندان تحت محاصره مداوم مردم سایر نژادها بودند و مورد استقبال سفیدپوستان قرار گرفت. حکم زندان وی برای حمله به دو زندانی سیاه‌پوست تمدید شد. در زندان، او به عنوان سازمان دهنده گروه‌های سوپرماسیست سفیدپوست است.

### از ۲۰۰۸
لئو فلتون نام خانوادگی خود را از فلتون به اولادیمو در سال ۲۰۰۸ تغییر داد.
از ژوئیه سال ۲۰۱۶، در زندان‌های ایالات متحده، لوئیزبورگ به سر می‌برد و قرار است در ۲۲ ژانویه ۲۰۲۶ آزاد شود.